# Čertův kámen (Heřmanice u Oder)
Čertův Kámen u Heřmanic u Oder na Spálovsku v okrese Nový Jičín v Moravskoslezském kraji. Je to kámen u lesní cesty (bývalé silnice) nad bývalou hájenkou mezi Heřmánkami a Heřmanicemi. Ke kameni se údajně váže několik pověstí. Jedna z nich vypráví, že kámen původně ležel před fojtstvím v Heřmanicicích a na současné místo jej odvalila velká průtrž mračen. Když se synové heřmanickéo rychtáře marně pokoušeli kámen odvalit v naději, že se pod ním skrývá poklad, zjevil se jim čert. Otisky jeho drápů mají být v kameni viditelné dodnes.
Přibližné souřadnice: N 49°42.67298', E 17°47.42793'